# Šušnjari (żupania pożedzko-slawońska)
Šušnjari – wieś w Chorwacji, w żupanii pożedzko-slawońskiej, w gminie Brestovac. W 2011 roku pozostawała niezamieszkana.